# Joshua Rubin
Joshua Rubin (Amsterdam, 1976) is een Nederlands acteur en stemacteur.

## Levensloop
Rubin werd geboren in Amsterdam en groeide op in de Hilversumse Meent. Hij is in 1998 afgestudeerd aan de Londense toneelschool Rose Bruford College. Hij sprak talloze commercials in en was een van de stemmen van het computerspel Killzone: Shadow Fall uit 2013. Rubin begon zijn acteer-carrière als acteur in de soapseries Goede tijden, slechte tijden en Onderweg naar Morgen. Hij speelde daarna ook in de politieseries Zone Stad, Noord Zuid en Flikken Rotterdam. In 2018 speelde Rubin in de oorlogsfilm Sobibor de rol van de Joodse juwelier Jakob.

## Filmografie

### Film
Exclusief korte films
- 2002: Phileine zegt sorry als Receptionist
- 2004: Draining Lizards als Jerry
- 2005: Deuce Bigalow: European Gigolo als Production Assistant
- 2006: The Prince & Me 2: The Royal Wedding als Henrick
- 2006: Wild Romance als YellowCab Driver #1
- 2007: Razortooth als Sal
- 2008: The Prince & Me 3: A Royal Honeymoon als Oliver
- 2009: The Code als Joost
- 2011: Voorbijgangers als Alex
- 2013: Lotgenoten als Head Waiter
- 2014: Heksen bestaan niet als Rex
- 2014: Aanmodderfakker als Documentary (stem)
- 2015: The Scorpion King 4: Quest for Power als Gabriel
- 2015: De Boskampi's als Marco
- 2017: The Fox als Mark de Koster
- 2018: Sobibor als Jakob
- 2019: Modalità aereo als Airport Employee[3]
- 2019: Yummy als Yonah
- 2022: Mengejar Surga als Gerhard

### Televisie
- 2002: Goede tijden, slechte tijden als Dirk Mans
- 2003: Onderweg naar Morgen als Elvis Blommers
- 2004-2005: Zone Stad als Marijn Lotz
- 2009: Scoop als Morton
- 2009: ChuckleVision als Kurt Kitchen
- 2010: Kinderen geen bezwaar als Jurylid
- 2010: Gooische Frieten als Deurwaarder
- 2011: Nuzzle and Scratch: Frock and Roll als Jock the Jockey
- 2014: Percy's Tiger Tales als Alabaa / Nuts / Zip (stem)
- 2015: Noord Zuid als Receptionist hotel
- 2016: Flikken Rotterdam als Crannog McBain
- 2017: Penoza als Shane / Kartelman
- 2021-2023: De Smurfen als Handy Smurf / Grouchy Smurf (stem)
- 2023: Incognito als Verdachte
- 2023: A Small Light als Professor Tobias Berman

### Computerspel
- 2013: Killzone: Shadow Fall als aanvullende stemmen
- 2021: The Smurfs: Mission Vileaf als Handy Smurf / Grouchy Smurf (stem)
- 2023: The Smurfs 2: The Prisoner of the Green Stone als Handy Smurf / Grouchy Smurf (stem)